# A jó palócok
A jó palócok Mikszáth Kálmán 1882-ben megjelent kisepikai alkotásokat tartalmazó könyve. A kötet 15 kitűnően szerkesztett, tömör történetet tartalmaz, amelyekben gyakoriak a megrendítően tragikus mozzanatok. Az alkotások irodalmunkban a parasztábrázolás új korszakát nyitották meg.
A Tót atyafiak  (1881) mellett A jó palócok (1882) hozta meg Mikszáth számára a régóta várt elismerést, a méltán megérdemelt, kirobbanó sikert.
Az író szülőföldjének vidékére, Palócföldre viszi el, a gyermekkorában megélt vagy hallott történeteibe avatja be olvasóit. Érezhető, hogy a történetekben szereplő emberek közel állnak a szívéhez, érződik, hogy szereti, megérti őket. Elfogadja babonás hiedelmeiket, magáénak vallja paraszti szemléletüket, sajátos értékrendjüket.
A novellák Mikszáth szülőföldjén játszódnak. A földrajzi nevek többsége kitalált, a 15 novella valóságos és képzeletbeli helyeket tartalmaz. Az Ipoly, a Cserhát valós helyszínek, de a falunevek többsége fiktív helységre utal. Bodok alatt Mikszáth szülőfaluja, Szklabonya értendő, hiszen itt valóban megtalálható a több novellában is emlegetett savanyúkút. Majornok valószínűleg az író feleségének szülőfaluja Mohora lehet. A Bágy patak pedig a két falut a valóságban összekötő Kürtös-patak.

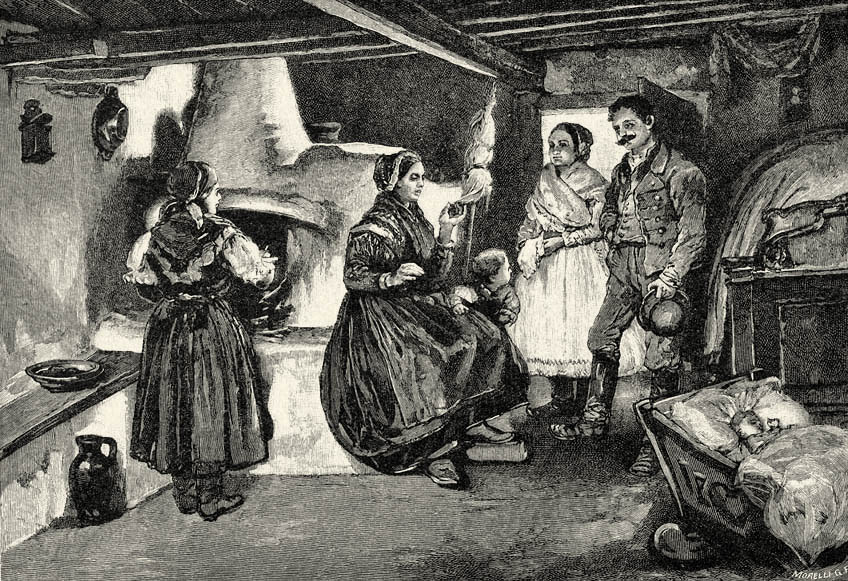
Kürtős kemencéjű palóc ház belseje

## Az elbeszélések, novellák
| Cím                       | Tartalom |
| ------------------------- | --- |
| A néhai bárány            | Hová tűnt egy tulipános láda és egy bárány?                                                                               |
| Bede Anna tartozása       | Két világszemlélet összeütközése                                                                                          |
| Péri lányok szép hajáról  | Péri Judit szégyene, Péri Kati önfeláldozása                                                                              |
| A kis csizmák             | Mire jó a fösvény, szívtelen, gőgös Bizi apó hatalmas vagyona?                                                            |
| Tímár Zsófi özvegysége    | Timár Zsófi szerelmes, megbocsát hűtlen urának                                                                            |
| Az a pogány Filcsik       | Az öreg, lelketlen csizmadia a bundáját szerette a világon a legjobban                                                    |
| A bágyi csoda             | Vér Klára, a csapodár asszony hűtlensége                                                                                  |
| Szűcs Pali szerencséje    | A korábban korhely Szűcs Pali négylevelű lóherét talál                                                                    |
| Galandáné asszonyom       | Ördögi történet Palyus kocsis balsorsáról, és a fiatal lány képében glasszáló boszorkányról, a vén Galandánéról           |
| A gózoni Szűz Mária       | A hazudós Gughi Panna és Csúz Gábor éjszakai szerelmi találkája a gózoni búcsúban                                         |
| Két major regénye         | Szerencsétlen szerelmesek tragikus végzete                                                                                |
| A „királyné szoknyája”    | A mostohaapa az osztásnál megrövidíti, kijátssza a Gyócsi árvákat, de a természet „beül” a bírói székbe és igazságot tesz |
| Szegény Gélyi János lovai | A gyanakvó férj és a csapodár feleség együttes pusztulása                                                                 |
| A gyerekek                | Egy pletykás vénasszony basáskodása egy fiatal pár felett                                                                 |
| Hova lett Gál Magda?      | Addig jár a kis naiv szerelmes lány a savanyúvizes kúthoz, amíg nyomát sem találják többé                                 |

## Diafilmváltozat
- A néhai bárány YouTube (6:45) (A diafilmet elmeséli Parázsó Mihály)
- A néhai bárány (1967)